# Sigfrido di Feuchtwangen
Sigfrido di Feuchtwangen (in tedesco Siegfried von Feuchtwangen) (Feuchtwangen, ... – Marienburg, 1311) è stato il quindicesimo Gran maestro dell'Ordine teutonico dal 1303 fino alla sua morte.

## Biografia
Nacque a Feuchtwangen in Franconia, ed era imparentato con il tredicesimo Gran Maestro Konrad von Feuchtwangen. Egli acquisì l'incarico di Gran Maestro dopo le dimissioni del proprio predecessore, Gottfried von Hohenlohe, che era stato costretto ad abdicare nel 1303 per gli attriti interni scatenati nell'ordine.
Sotto la reggenza di Feuchtwangen, l'ordine si stabilì a Danzica nel 1308, ottenendo il controllo della Pomerelia, e per questo divenendo il più vivace nemico della Polonia. Egli spostò quindi il quartier generale dell'ordine da Venezia (dove era stato spostato dal predecessore, dopo la perdita della città mediorientale di Acri, antica sede dell'ordine), al Castello di Marienburg in Pomerania. Siegfried morì qui nel 1311 e venne sepolto nella cattedrale di Kulmsee.